# FMA IAe 33 Pulqui II
O FMA IAe 33 Pulqui II (na língua indígena Mapuche, Pulqúi: Flecha) é um projeto de caça a jato realizado por Kurt Tank, no final da década de 1940, na Argentina, durante o governo Perón, com quatro unidades construídas pela Fábrica Militar de Aviones (FMA). Incorporou muitos dos elementos de design do Focke-Wulf Ta 183, um projeto de caça da Segunda Guerra, também não realizado.
A FMA imaginou o IAe 33 Pulqui II como um sucessor do Gloster Meteor F4, que entraria em serviço para a Força Aérea Argentina. 
Seu desenvolvimento foi relativamente problemático e demorado, com dois dos quatro protótipos perdidos em acidentes fatais. 
Apesar de um dos protótipos ter sido testado com sucesso em combate durante a Revolução Libertadora, de 1955, os desafios políticos, econômicos e técnicos enfrentados pelo projeto fizeram com que o IAe 33 não pudesse atingir todo o seu potencial, com o governo argentino optando por comprar o F-86 Sabres dos Estados Unidos, abandonando o desenvolvimento da aeronave.

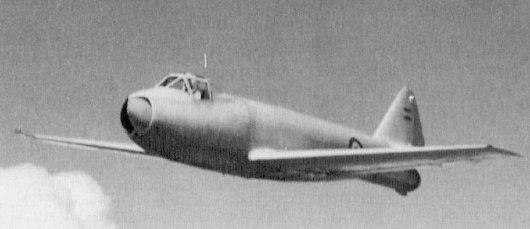
O I.Ae. 27 protótipo Pulqui I em 1951

## Histórico
No final da década de 1940, a Argentina se beneficiou do recrutamento de proeminentes cientistas e engenheiros aeroespaciais alemães que fugiam da Europa após a derrota dos nazistas, buscando refúgio na América Latina. O primeiro grupo desses refugiados também incluiu o designer francês Émile Dewoitine, punido como colaborador em sua terra natal, que chefiou o programa de caça experimental IAe 27 Pulqui I com os engenheiros argentinos Juan Ignacio San Martín, Enrique Cardeilhac e Norberto L. Morchio. O Pulqui I foi o primeiro avião a jato projetado e construído na América Latina.
Em 1947, testes de voo revelaram um desempenho medíocre resultando no cancelamento do programa IAe 27.
O "Instituto Aerotécnico", sob a liderança de Morchio, perseverou em seus esforços para construir um caça a jato de sucesso, a princípio tentando modificar a aeronave anterior. Quando ficou claro que o Pulqui I tinha pouco potencial para desenvolvimento adicional, o Instituto Aerotécnico iniciou um novo projeto utilizando o mais poderoso (20.31 kN (4,570 lbf)) motor turbojato Rolls-Royce Nene II. No início de 1948, o Instituto concluiu uma maquete do que chamou de IAe-27a Pulqui II. Este projeto apresentava asas trapezoidais inclinadas para trás em um ângulo de 33°, e uma seção de aerofólio de fluxo laminar NACA 16009. Um modelo revisado foi construído no final daquele ano com as asas realocadas para uma posição montada no ombro e o tailplane alterado para uma configuração de cauda em T.

### Kurt Tank
Como Dewoitine, o designer alemão Kurt Tank, ex-diretor técnico da Focke-Wulf Flugzeugbau AG, foi contratado em 1947 para trabalhar em um projeto de caça a jato para a Argentina.
Tank e 62 de seus compatriotas em Focke-Wulf haviam emigrado para a América Latina para recomeçar sua carreira em empreendimentos aeroespaciais.
Entrando sorrateiramente no país com um passaporte identificando-o como Pedro Matthies, foi acolhido calorosamente e não manteve o subterfúgio de uma identidade secreta.
Junto com seus ex-funcionários, ele foi fundamental na evolução do Instituto Aerotécnico para a fábrica de aeronaves militares da Argentina, a Fábrica Militar de Aviones em Córdoba.
Tank era tanto um engenheiro quanto um piloto de testes, que projetou o caça Fw 190, mas sua equipe de projeto também foi responsável pelo Focke-Wulf Ta 183, um projeto não construído que venceu o programa "caça de emergência (Jägernotprogramm) alemão, de 1945. O diminuto Ta 183, de asa enflechada e a jato, projetado pelo engenheiro/designer da Focke-Wulf, Hans Multhopp, só havia alcançado o estágio de estudos de túnel de vento antes da rendição alemã.

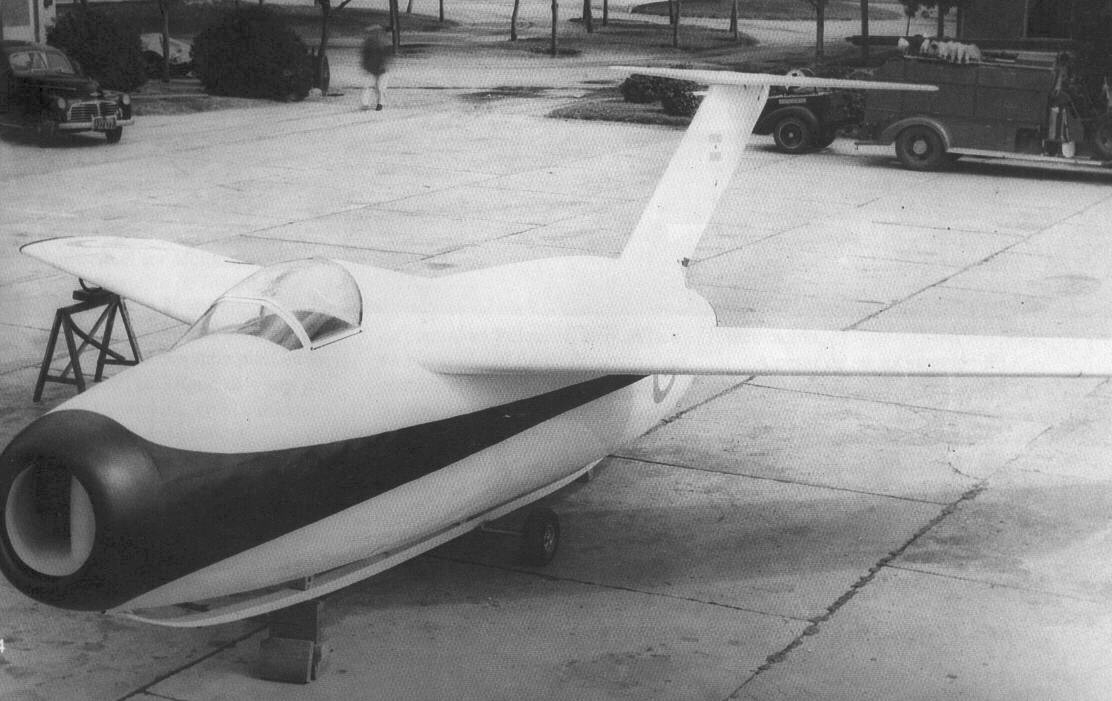
planador Pulqui II

## Design e desenvolvimento

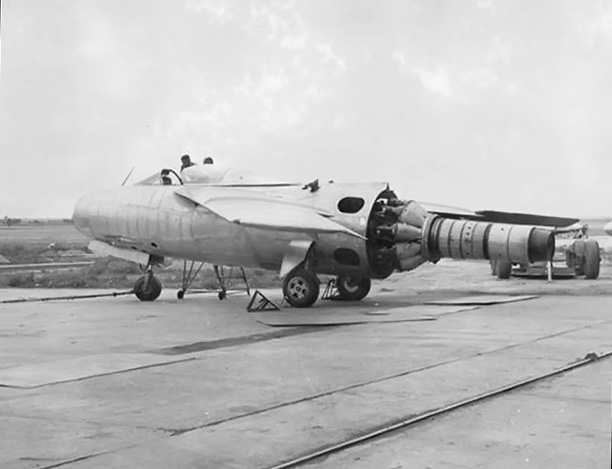
Pulqui II sem cauda, revelando seu turbojato Rolls-Royce Nene II

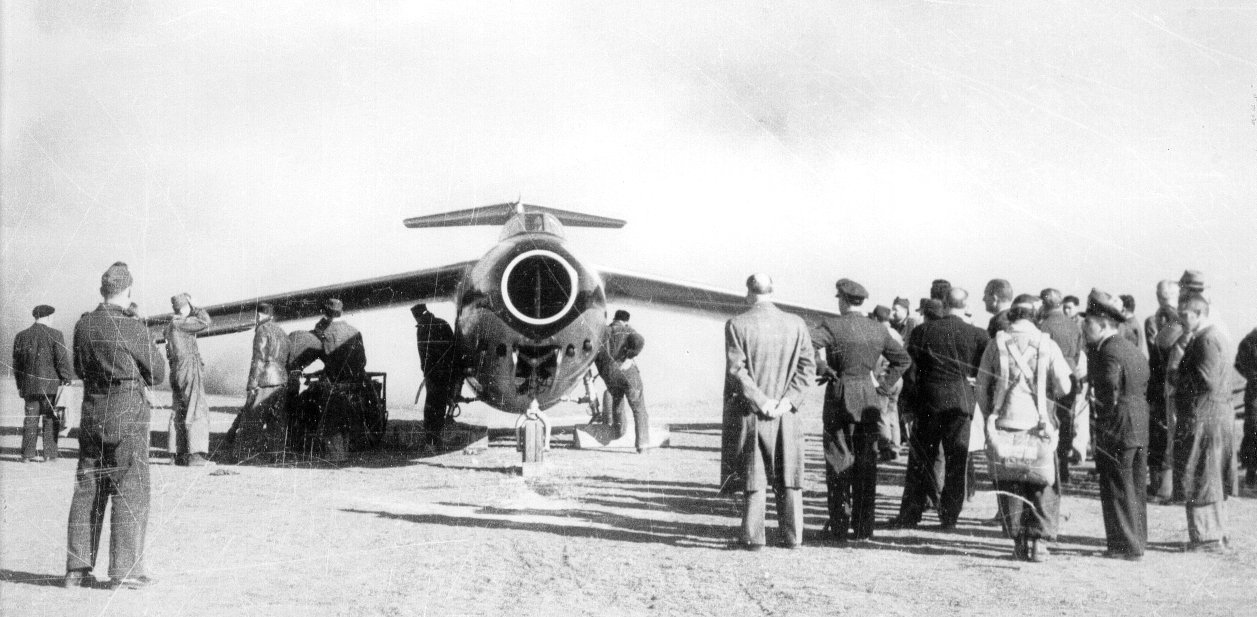
Pulqui II no primeiro vôo, 27 de junho de 1950

Após sua nomeação como diretor de projeto para um novo programa de caça, Tank adaptou a estrutura básica do Ta 183 para o motor Nene II, resultando em um novo design que tinha apenas uma semelhança passageira com seu antecessor. 
O Nene era maior, mais pesado e mais poderoso do que o turbojato Heinkel HeS 011 que havia sido planejado para uso no Ta 183 e, portanto, exigia uma fuselagem nova e redesenhada com uma seção transversal maior principalmente devido à força centrífuga do Nene. 
Devido à semelhança do IAe-27a e do redesenho do Ta 183 por Tank, Juan Ignacio San Martín, diretor do Instituto, fundiu os dois projetos paralelos como o IAe 33 Pulqui II. A fuselagem do design do Tank foi adaptada para usar o trem de pouso do IAe-27a.
As asas montadas no ombro foram inclinadas para trás em 40°, um ângulo de varredura ainda maior do que o do Ta 183, e receberam uma pequena quantidade de anédrica. 
Comparável ao posicionamento do motor do Ta 183, o motor Nene estava situado atrás do cockpit, próximo ao centro de gravidade, com manutenção e serviço do motor facilitados pela remoção da seção da cauda.
A fuselagem apresentava uma empenagem em forma de T com inclinação de 50° e um cockpit pressurizado, encimado por um dossel transparente do tipo bolha, encaixado na fuselagem dorsal. A blindagem foi fornecida ao redor do cockpit e um pára-brisas à prova de balas foi incorporado.
A capacidade de combustível era inicialmente de 1.250 L (275 Imp. gal.) internamente e 800 L (176 Imp. gal.) nas asas.
O armamento foi planejado para incluir quatro 20 mm, um par montado em uma posição escalonada, quase ventral, ao longo de cada lado da fuselagem, ligeiramente afastada da entrada do jato.

### Testes e avaliação
Para provar a solidez do projeto IAe 33, dois planadores construídos sob contrato por outro expatriado, Reimar Horten, foram construídos e usados para testes aerodinâmicos em 1948-1949, incluindo voos do próprio Tank.
Esses testes revelaram problemas significativos com a estabilidade lateral, resultando em modificações na cauda para sanar estas falhas, antes do início da construção em dois protótipos de fuselagem. Devido à falta de maquinário moderno, a fabricação toda em metal dependia fortemente do artesanato, e fabricar os protótipos era um procedimento trabalhoso. O presidente Perón imaginou que um benefício da instalação de uma fábrica de aviação na Argentina seria a introdução de padrões de produção comparáveis a instalações fabris de classe mundial. No entanto, Tank percebeu que ferramentas de produção e gabaritos não eram viáveis neste estágio e confiou em exemplos essencialmente feitos à mão. A primeira célula (n.º 01) reservada para testes estáticos, foi posteriormente destruída durante os testes.
O primeiro dos protótipos "voadores" do IAe 33, (N.º 02) construído em 1950, completou seu vôo inaugural em 27 de junho daquele ano, com o comandante Edmundo Weiss nos comandos.
No segundo voo, o ex-piloto de testes Focke-Wulf Otto Behrens encontrou graves problemas de estabilidade lateral em velocidades acima de 700 km/h (435 mph) e retornou ao aeródromo por precaução. Aterrissando em velocidade muito alta, a aeronave saltou com força suficiente para causar a falha do suporte direito do trem de pouso principal. Durante os reparos da aeronave, a fim de corrigir as características de pouso "complicadas", o comprimento da escora dianteira do trem de pouso foi aumentado, o que serviu para alterar o ângulo de incidência da aeronave, enquanto os amortecedores foram ajustados para ter um maior "throw ". 
Embora nunca consideradas dóceis, as modificações melhoraram as características de decolagem, pouso e baixa velocidade do IAe 33.
Problemas aerodinâmicos mais sérios persistiram, decorrentes do estol da ponta — em que a ponta da asa parou antes da raiz da asa, resultando em um "momento de rolamento" imprevisível — levando a uma mudança na borda de ataque da asa perto da raiz da asa, enquanto o leme foi modificado na tentativa de resolver os intermináveis problemas de instabilidade lateral. Além disso, o dossel foi reforçado com duas molduras externas e uma pequena carenagem foi instalada acima do escapamento do motor.

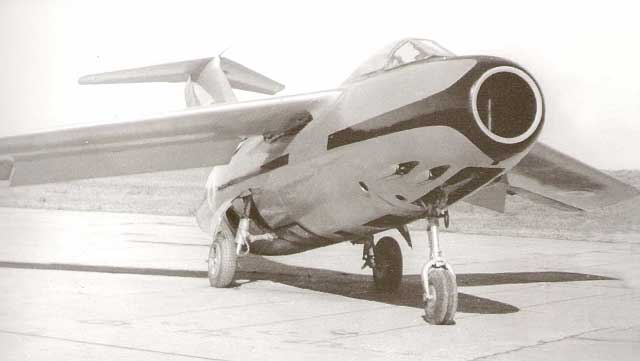
O segundo protótipo (n.º 02m)

Tank, ele próprio um piloto de testes, assumiu o programa para investigar as características de estol da aeronave, embora as mudanças necessárias na fuselagem levassem vários meses para serem concluídas, com o Pulqui II N. 02(m) modificado não poderia realizar o seu terceiro voo de teste até 23 de outubro. 
Durante o teste de alta altitude que se seguiu, em duas ocasiões sucessivas, o IAe 33 parou inadvertidamente, embora o tanque tivesse altura suficiente a 9.000 m para recuperação. Adicionar lastro ao nariz da aeronave resolveu o problema. Em 8 de fevereiro de 1951, Tank demonstrou publicamente o IAe 33 diante de Perón no Aeroparque Jorge Newbery em Buenos Aires.
A audiência incluiu funcionários do governo, legisladores, adidos militares de embaixadas estrangeiras e uma grande multidão de espectadores. Tanto o IAe 27 Pulqui I quanto o IAe 33 Pulqui II voaram durante a demonstração.

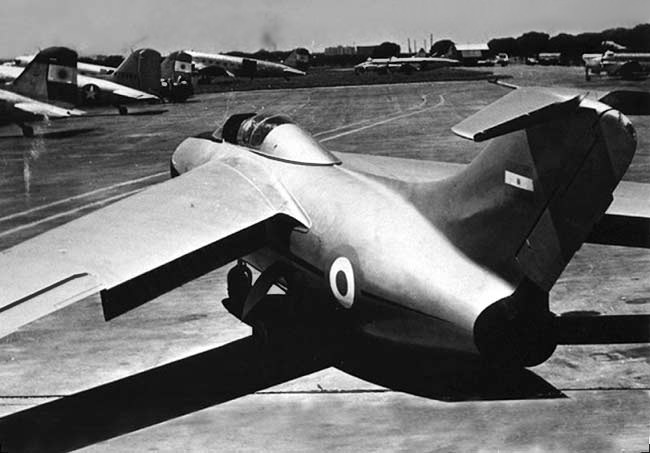
O segundo protótipo (n.º 02)

Com a conclusão bem-sucedida dos voos de teste de comprovação, a Força Aérea Argentina solicitou um pedido de pré-produção de 12 aeronaves IAe 33.
Em 1951, a força aérea estabeleceu uma equipe de pilotos de serviço para testar a nova aeronave em uma série de voos de aceitação. O primeiro voo do Comandante Soto em 31 de maio de 1951 revelou vibração severa em cerca de 1,000 km/h (621 mph). Tank declarou o único protótipo inutilizável enquanto se aguarda uma investigação sobre o problema, embora essa restrição pareça ter sido ignorada e o protótipo continuou a voar. Na véspera de seu 28.º voo, o comandante Vedania Mannuwal, designado para o programa de testes, foi aconselhado a não estressar a aeronave, pois a fonte das vibrações experimentadas durante o voo anterior da manhã não havia sido descoberta. Determinado a "melhorar" o desempenho recente de seu líder de equipe, no entanto, ele ignorou as precauções e começou a praticar manobras acrobáticas perto de Córdoba durante o voo da tarde. Consequentemente, em uma curva de alta força G, a asa se separou da fuselagem devido a uma falha estrutural. Depois de lutar com o assento ejetável Martin-Baker Mk I, Mannuwal ejetou a baixa altitude enquanto a aeronave estava invertida, mas seu pára-quedas não foi totalmente implantado e ele foi morto. O defeito no Pulqui II foi atribuído à soldagem defeituosa do pino de junção que prendia a asa à fuselagem. A soldagem foi necessária devido à falta de equipamentos modernos de forjamento e prensagem na Argentina.

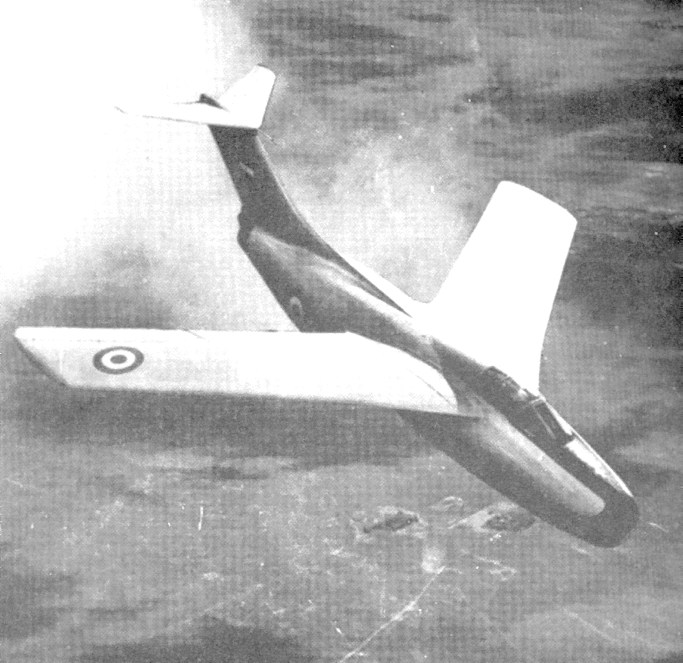
Fotografia de Pulqui II que apareceu em muitas publicações

A construção de um terceiro protótipo (N.º 03) começou imediatamente após esta perda. A equipe de projeto iniciou uma série de mudanças para corrigir falhas de projeto encontradas no primeiro protótipo "voador", incluindo a incorporação de um leme maior para melhorar a estabilidade lateral, aumentando o tamanho da carenagem de escape e adicionando um freio a ar exclusivo que girava para fora do lados da fuselagem perto da cauda, juntamente com reforço adicional do dossel. Mais combustível também foi transportado internamente para ampliar a autonomia de 2,030 to 3,090 km (1,260 to 1,920 mi). 
O novo protótipo IAe 33 completou seu primeiro voo em 23 de setembro de 1952, pilotado pelo Cap. Jorge Doyle. Os testes de voo foram retomados, embora a aeronave estivesse preparada para uma demonstração perante o presidente Perón em 11 de outubro de 1952. Behrens, que estava programado para o voo, tinha reservas sobre as características de voo do Pulqui II nos extremos de seu envelope de voo, caracterizando-os como "...o pior que já experimentei como piloto de testes."
Dois dias antes da exposição, enquanto praticava sua rotina de exibição, Behrens parou o Pulqui II em nível baixo e morreu no acidente resultante, que destruiu o protótipo.

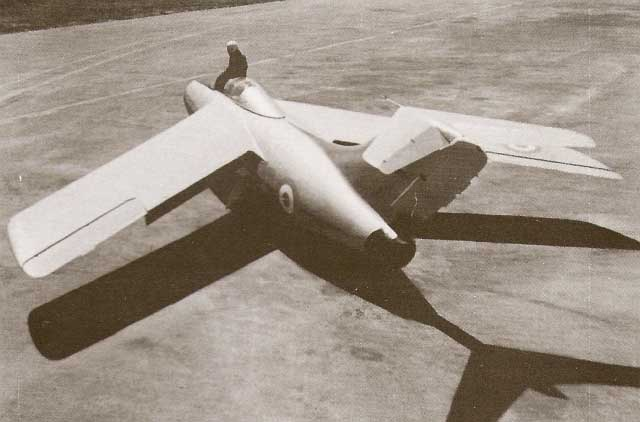
O terceiro protótipo (n.º 03), c. 1953

Em 1953, Tank construiu um quarto protótipo (No. 04) e, em uma tentativa de resolver os problemas de estol profundo do projeto em altos ângulos de ataque, adicionou cercas de estol em cada asa e quatro strakes na fuselagem traseira. Outros refinamentos incluíram um cockpit pressurizado, capacidade adicional de combustível e também foi o primeiro protótipo a ser equipado com os quatro 20 mm armamento de canhão Hispano Mark V. 
O tenente Jorge Doyle pilotou o quarto IAe 33 em seu vôo inaugural em 20 de agosto de 1953 e, junto com o tenente Gonzalez e o tenente Balado, começaram os testes de armamento, em 1954.
Enquanto uma versão "all-weather" IAe 33, adicionando um radar foi considerada, a Força Aérea Argentina fez planos preliminares para a aquisição de 100 aeronaves Pulqui II, com a versão de produção para ser um interceptor dedicado, apresentando um motor Nene melhorado equipado com um pós-combustor e dando-lhe uma velocidade máxima prevista de Mach 0,98.
Vários compradores estrangeiros manifestaram interesse no IAe 33, incluindo a Holanda em 1951 e o Egito em 1953, mas a falta de um compromisso claro com uma série de produção prejudicou as perspectivas de vendas de exportação, com ambas as nações eventualmente optando por outros caças prontamente disponíveis. aeronave.

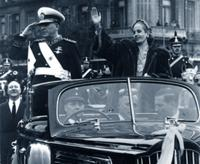
Presidente Perón e " Evita " durante seu segundo desfile inaugural, junho de 1952.

### Ramificações políticas
O projeto IAe 33 Pulqui II estava inexoravelmente ligado às maquinações e fortunas do regime peronista. Embora a Fábrica Militar de Aviones fosse encarregada de concluir os projetos de aviação, a constante interferência política contribuiu para atrasos e desordem nos programas de aviação.
Graves problemas econômicos levaram em 1951 o governo Perón a usar a Fábrica Militar de Aviones para construir carros, caminhões e motocicletas, incluindo o IAME Rastrojero. Além disso, a equipe de Tank não estava focada principalmente no IAe 33, concluindo o projeto da aeronave multifuncional FMA IA 35 Huanquero (funções de transporte, treinamento e reconhecimento), que acabou entrando em produção na Dirección Nacional de Fabricación e Investigación Aeronáutica (DINFIA) (espanhol: "Direção Nacional de Fabricação e Pesquisa Aeronáutica"). 
A decisão política mais devastadora foi desviar todo o programa de fabricação "aparentemente da noite para o dia", para produtos automotivos e equipamentos agrícolas, essencialmente fechando as divisões de aviação. Os projetos concorrentes da DINFIA, como a fabricação automotiva, serviram para drenar ainda mais os recursos em tempo, dinheiro e pessoal do projeto Pulqui II.

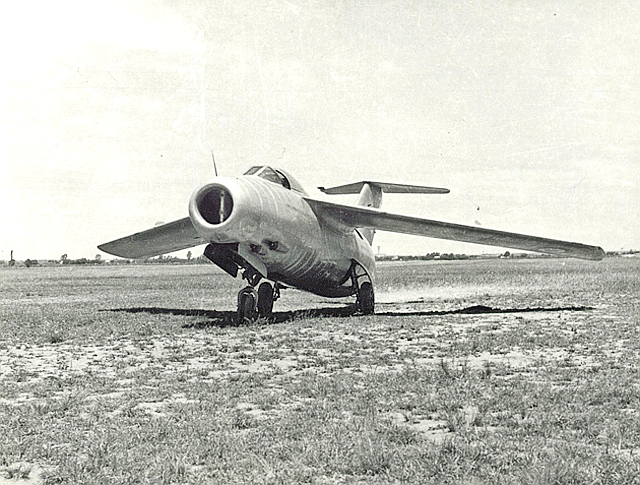
Pulqui II (n.º 04), c. 1955

Enquanto as finanças da Argentina estavam extremamente tensas nesta conjuntura após a crise econômica em 1953, o revés mais sério para o projeto veio em janeiro de 1955, quando o contrato de Tank expirou. 
Ele supostamente pediu quase o dobro de dinheiro para continuar, mas o presidente Perón cancelou seu contrato imediatamente. Apesar de quatro anos de desenvolvimento e testes, o projeto IAe 33 ainda estava enfrentando problemas iniciais e seu status permaneceu incerto, embora nenhuma decisão final tenha sido tomada para abandonar um projeto que atingiu estatura icônica na era peronista.

## Histórico operacional

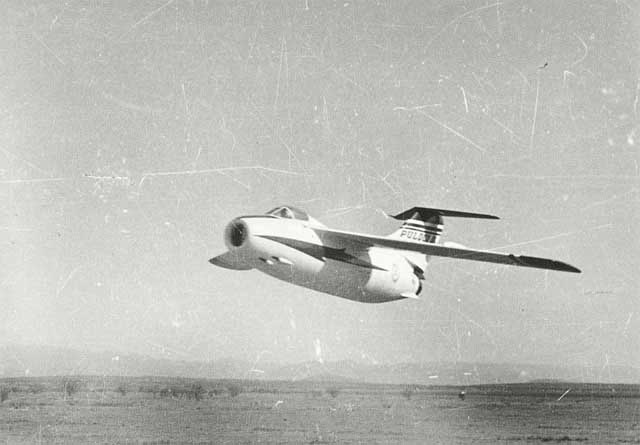
Pulqui IIe (n.º 05) em voo de teste, c. 1959

Em setembro de 1955, o único protótipo Pulqui II restante foi colocado em ação na Revolução Libertadora, um golpe de estado liderado pelo general Eduardo Lonardi contra Perón.
Os detalhes exatos de sua participação são desconhecidos, mas quando as forças rebeldes comandadas por Lonardi capturaram Córdoba como sua primeira conquista, juntamente com os caças-bombardeiros Meteor F 4s estacionados na Escuela De Aviación de Córdoba - SACE (Escola de Aviação Militar), o IAe 33 foi alistado na luta. Depois de voar em missões de combate contra os fiéis peronistas, mais tarde apareceu em um viaduto durante o desfile da vitória em Córdoba, comemorando o triunfo do golpe sobre as forças legalistas.

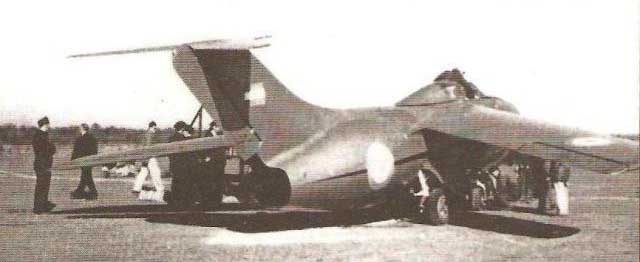
Pulqui II (n.º 04) possivelmente camuflado, c. 1955

Quando a junta militar chegou ao poder, o projeto IAe 33 foi lançado em desordem. O novo governo liberou muitos dos principais funcionários da força aérea; da mesma forma, a maior parte da equipe de Tank foi forçada a deixar a Argentina com o próprio Tank indo para a Índia, onde trabalhou para a Hindustan Aeronautics Limited, e mais tarde desenvolveu o caça supersônico HF-24 Marut.
Em 1956, a força aérea, em um esforço para obter apoio político, planejou um voo recorde de Córdoba a Buenos Aires para demonstrar o potencial de combate do IAe 33. O Pulqui II voaria 800 km, metralharia um campo de prática da força aérea na área de Buenos Aires e depois retornaria a Córdoba usando apenas combustível interno. O único equipamento de oxigênio disponível para um voo tão longo foi obtido de um FMA Meteor em reparos. O tenente Balado completou com sucesso o voo (incluindo a demonstração de strafing) a uma velocidade média de cruzeiro de cerca de 900 km/h, mas o sistema de oxigênio falhou na volta. O piloto semiconsciente conseguiu realizar um pouso de emergência em alta velocidade, porém o pouso pesado e o estresse resultante quebraram o trem de pouso, com o Pulqui II ultrapassando o final da pista e sendo danificado ao ponto de impedir seu reparo.

## Cancelamento
Logo após o voo recorde de Balado, a Força Aérea Argentina revisou sua decisão de adquirir 100 Pulqui IIs para sua força de caça. Com base nas peças de reposição e componentes de asa e fuselagem disponíveis, a Fábrica Militar de Aviones afirmou que dez aeronaves poderiam ser construídas com relativa rapidez, no entanto, o restante do pedido levaria cinco anos para ser concluído. 
Enquanto isso, os planos para uma substituição alternativa dos cem antigos Meteor F4 obtidos no final da década de 1940, que constituíam a espinha dorsal da Força Aérea continuaram, inicialmente centrados na aquisição de 36 Canadair CL-13B Mk 6 Sabres, uma ideia que foi abandonada em 1956 porque o Banco Central não conseguiu fornecer as divisas necessárias.
Com o Canadair Sabre não sendo mais uma opção viável, a Fábrica Militar de Aviones considerou seriamente que o Pulqui II entrasse em produção em série. Um novo protótipo foi encomendado em 1957, apesar de os Estados Unidos terem oferecido 100 caças F-86 Sabre comprovados em combate, com motores Orenda e que estavam disponíveis imediatamente. 
O quinto protótipo IAe 33 Pulqui II (No. 05), designado Pulqui IIe, foi construído em 1959 (visualmente idêntico ao quarto protótipo, embora mantendo o dossel original sem moldura e transparente) e entrou em testes após seu primeiro voo, em 18 setembro daquele ano, com o tenente Roberto Starc nos controles.
A evolução contínua do Pulqui II resultou na equipe de projeto resolvendo sua instabilidade inerente em altos ângulos de ataque, bem como aumentando a capacidade de combustível através do uso de uma asa molhada, para fornecer alcance suficiente. No entanto, o caça agora não era apenas considerado obsoleto, mas também politicamente corrompido devido à sua associação com Perón.
Consequentemente, o governo argentino decidiu cancelar o projeto IAe 33 no auge de seu desenvolvimento e adquirir F-86F-40 Sabres de segunda mão dos Estados Unidos, a um "preço de barganha", sob a Lei de Assistência à Defesa Mútua. Finalmente, em setembro de 1960, a Argentina recebeu apenas 28 aeronaves, em mau estado e sem o prometido motor Orenda.
Em 1960, após completar apenas doze combates de teste em um novo papel como plataforma de pesquisa transônica, o último protótipo IAe 33 foi aposentado e colocado em armazenamento, encerrando o projeto Pulqui II.
As ferramentas restantes da fábrica e as fuselagens incompletas foram sumariamente destruídas logo depois.

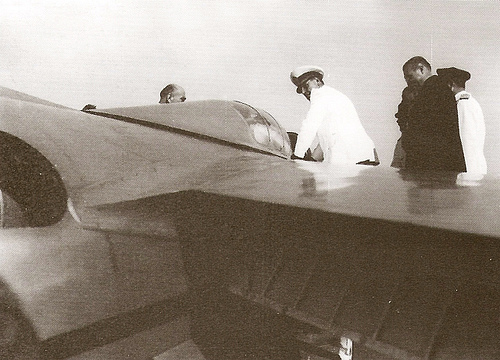
Da esquerda para a direita: Tanque (pouco visível) exibindo o IAe 33 ao Presidente Perón (centro: de uniforme branco, outras figuras à direita, não identificadas) c. 1951

## Legado
Apesar de não ter alcançado o status de produção, o IAe 33 Pulqui II ainda é considerado uma conquista significativa da aviação porque foi o primeiro caça a jato de asa enflechada inteiramente desenvolvido e construído na América Latina e, juntamente com o Pulqui I, permitiu à Argentina reivindicar tornando-se apenas a oitava nação do mundo a desenvolver tal tecnologia. Um benefício tangível de longo prazo que pode ser atribuído ao projeto Pulqui II foi a criação da incipiente indústria aeronáutica argentina, agora reestruturada como Fábrica Argentina de Aviones.

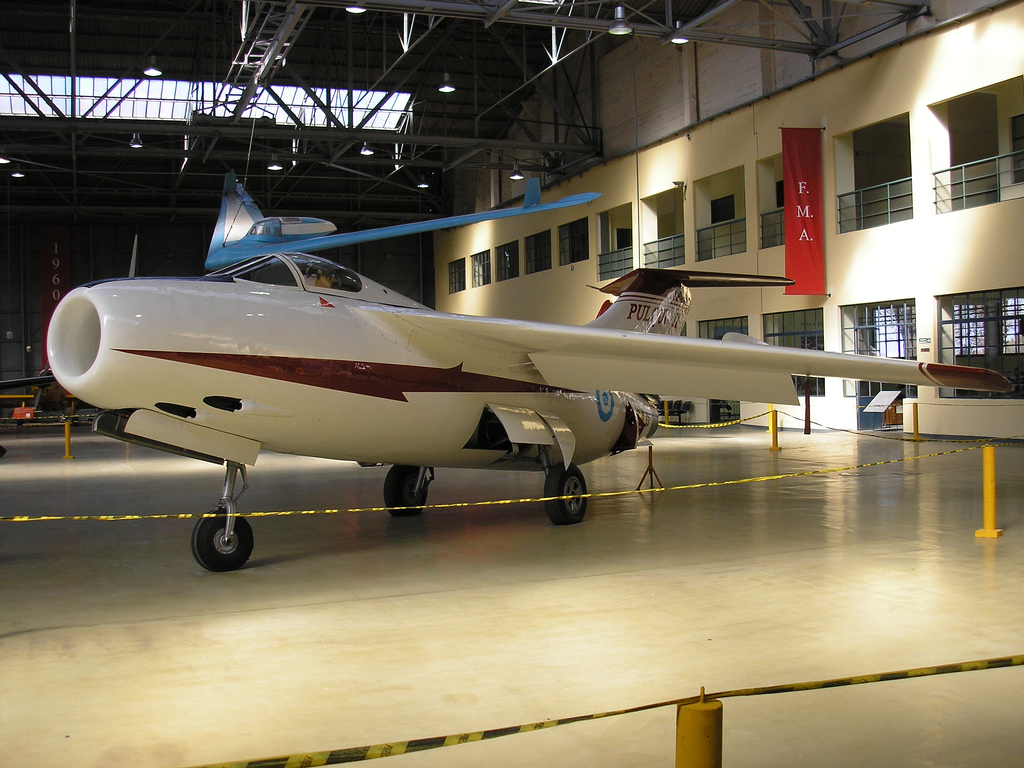
Pulqui IIe (n.º 05) em 2007

## Aeronave sobrevivente
Depois de décadas em uma exibição ao ar livre no Aeroparque, Museo Nacional de Aeronautica em Buenos Aires, o único exemplo sobrevivente do projeto IAe 33 Pulqui II está preservado no Museo Nacional de Aeronáutica de Argentina, da Força Aérea Argentina, na Base Aérea de Morón e exibido, ainda em suas cores e marcações originais, ao lado do IAe 27 Pulqui I, ambos símbolos de "sonhos perdidos".

## Especificações (3.º e 4.º protótipos)
- Tripulação: um
- Comprimento: 11.68 m (38 ft 4 in)
- Largura: 10.6 m (34 ft 9 in)
- Peso: 3.5 m (11 ft 6 in)
- Área de asa: 25.1 m2 (270 sq ft)
- Capacidade: 3,736 kg (8,236 lb)
- Peso de decolagem: 6,875 kg (15,157 lb)
- Motor: 1 × Rolls-Royce Nene II turbojet, 22.69 kN (5,100 lbf) thrust

Performance
- Velocidade Máxima: 1,080 km/h (670 mph, 580 kn)
- Velocidade de Cruzeiro: 954 km/h (593 mph, 515 kn)
- Alcance: 3,090 km (1,920 mi, 1,670 nmi)
- Tempo de voo: 2h50
- Teto: 15,000 m (49,000 ft)

Armamento
- Metralhadoras: 4 × 20 mm (0.79 in) Hispano-Suiza HS.404